# 查維·加西亞·樸迪路
哈维尔·加西亞·樸迪路（Javier García Portillo，1982年3月30日—），生於西班牙阿兰胡埃斯，是一名西班牙足球運動員，司職前鋒。作為皇家马德里的青訓產品兼本土射手，樸迪路在剛出道時曾經被譽為「新魯爾」，但近年事業每況愈下成為球壇浪人。

## 球會生涯
1994年12歲的樸迪路進入了皇家馬德里的青訓系統，在其後的7年里他成長為高效率的射手，並在球會的各級青年隊射入150球，打破了前輩劳尔在球會保持多年的紀錄。在2002年樸迪路簽下第一份職業球員合約，合約長達5年且列明高達3500萬歐羅釋放金的條款。2002年10月6日樸迪路首次為皇家馬德里一隊上陣，在5-2大勝阿拉维斯時正選披甲。整季下來樸迪路把握僅有的上陣機會，10次出場取得5個入球，包括在歐聯賽事上射破多特蒙德的大門。
2004年6月，由於利物浦前鋒欧文的到來，樸迪路被外借到意甲球會佛罗伦萨，在上陣11場之後便被季中走馬上任的皇馬新領隊卢森博格召回，不過隨即又把他借到比利時球會布魯日。
直至借用期完畢歸隊，新領隊卡佩罗仍然對樸迪路投閒置散；當時范尼斯特鲁伊剛加盟皇馬，而陣中其餘前鋒則包括老大哥劳尔、罗纳尔多和壞孩子卡斯辛奴。樸迪路苦無上陣機會，最終決定在合約期滿之前轉投西甲升班馬塔拉戈納，雙方簽約2年。樸迪路在塔拉戈納渡過一個頗為成功的賽季，雖然他無力挽救球隊降班的命運，但個人表現不俗，全季總共取得11個聯賽入球。
2007年7月另一名皇家馬德里青訓產品蘇達度在奥萨苏纳租借期滿離隊，奥萨苏纳便收購樸迪路作為其代替者。然而，樸迪路遲遲未能融入球隊，無法獲得教練卡马乔的信任，開始由球隊的正選逐漸變成後備。
2009年12月下旬，已經淪落卡马乔手下第4甚至第5前鋒的樸迪路終於失望地離隊他投，轉戰西乙球隊靴高斯。改變環境後的樸迪路狀態有所起色，經過短暫的適應期之後，他在球季尾段逐漸進入了球隊的正選陣容。總計在半個球季裡面一同上陣16次射入5球，當中最關鍵的一球是在聯賽最後一輪射破皇家伊伦联的大門，協助靴高斯事隔十三年之後再次升回西班牙甲組聯賽。

## 國家隊生涯
在2002年至2003年之間，亦即是升上皇家馬德里一隊的首季，樸迪路被選入西班牙U21並上陣10次，取得5個入球。

## 榮譽
皇家馬德里：
- 欧洲冠军联赛冠军：2001-02赛季
- 洲際盃足球賽冠军：2002年
- 欧洲超级杯冠军：2002年
- 西甲联赛冠军：2002-03赛季
- 西班牙超级杯冠军：2003年

## 外部連結
- BDFutbol profile （页面存档备份，存于）
- FootballDatabase profile and stats （页面存档备份，存于）
- ESPN stats （页面存档备份，存于）